# Secusigiu
Secusigiu is een Roemeense gemeente in het district Arad.
Secusigiu telt 6191 inwoners.